# Uwe Gunnesson
Uwe Gunnesson (* 10. Mai 1935 in Flensburg; † 21. November 2020 ebenda) war ein deutscher Politiker (SPD).

## Leben und Beruf
Nach dem Abitur 1955 an der Goetheschule in Flensburg absolvierte Gunnesson ein Studium der Wirtschafts- und Sozialwissenschaften, das er 1960 als Diplom-Handelslehrer beendete. Anschließend war er als Lehrer an der Handelslehranstalt mit Fachgymnasium (Wirtschaft) in Flensburg tätig. Von 1985 bis 1987 hatte er einen Lehrauftrag an der Fachhochschule Hamburg.
Uwe Gunnesson war verheiratet und hinterlässt drei Kinder.

## Partei
Gunnesson trat 1963 in die SPD ein und gehörte von 1967 bis 1987 dem Vorstand des SPD-Kreisverbandes Flensburg an, wo er zunächst Schatzmeister und ab 1971 Pressesprecher war.

## Abgeordneter
Gunnesson gehörte von 1970 bis 1976 dem Rat der Stadt Flensburg an.
Von 1976 bis 1992 war er Mitglied des Landtages von Schleswig-Holstein und dort von 1977 bis 1978 stellvertretender Vorsitzender des Untersuchungsausschusses Gerisch und von April bis Juli 1978 des Untersuchungsausschusses Matthiesen.
Uwe Gunnesson ist 1987 und 1988 als direkt gewählter Abgeordneter des Wahlkreises Flensburg-Ost und davor stets über die Landesliste in den Landtag eingezogen.

## Öffentliche Ämter
Gunnesson war vom 31. Mai 1988 bis zum 5. Mai 1992 Parlamentarischer Vertreter des Ministers für Wirtschaft, Technik und Verkehr des Landes Schleswig-Holstein.